# Pauline Moore
Pour les articles homonymes, voir Moore.
Pauline Moore est une actrice américaine née à Harrisburg (Pennsylvanie) le 17 juin 1914, et morte à Sequim (État de Washington), le 7 décembre 2001.

## Biographie
Née Pauline Joless Love le 17 juin 1914 à Harrisburg, en Pennsylvanie, elle porte le nom de son beau-père, après que sa mère s'est remariée en 1925, son père ayant péri pendant la Première Guerre mondiale. Elle fréquente l'école Darlington Seminary de West Chester, en Pennsylvanie, et William Penn High School à Harrisburg. 
La Théâtre Edna Preston lui offre sa première opportunité d'actrice professionnelle. Elle déménage à Hollywood au début des années 1930. Elle se produit à Broadway et travaille comme mannequin pour Ladies Home Journal, Cosmopolitan et McCall’s.
Sa carrière au cinéma commence par une apparition dans Frankenstein de James Whale (1931). De 1930 au début des années 1940, Moore a réalisé 24 films pour 20th Century Fox.
Elle a ensuite tourné pour Republic Pictures, dans quatre westerns de Roy Rogers, ainsi que dans la série King of the Texas Rangers de William Witney et John English en 1940-1941, mettant en vedette le grand footballeur Sammy Baugh. Moore a joué dans trois films de Charlie Chan, aux côtés de Cesar Romero, Allan Lane et Kane Richmond. Elle a également joué aux côtés de Shirley Temple dans Heidi, un drame musical pour enfants de Allan Dwan (1937) et aux côtés de Henry Fonda dans Vers sa destinée de John Ford, une biographie romancée de Abraham Lincoln (1939).
Au début des années 1940, elle fait une pause dans sa carrière pour élever ses trois enfants, elle retrouve le chemin des studios dans les années 1950.
De son premier rôle non crédité en 1931 jusqu'à son dernier rôle en 1958, la carrière de Moore compte une trentaine de films. Elle a fait quelques apparitions à la télévision dans les années 1950, notamment dans Spoilers of the Forest en 1957 aux côtés de Rod Cameron et Vera Ralston.
Moore meurt de la sclérose latérale amyotrophique en 2001, dans une maison médicalisée de Sequim dans l'état de Washington.

## Vie privée
En 1934, Pauline Moore se marie avec Jefferson Machamer, un auteur de bande dessinée spécialisé dans le comic strip. Ensemble ils ont trois enfants. Après la mort de Jefferson Machamer en 1962, elle se marie avec Dodd Watkins, leur mariage dure jusqu'à la mort de Watkins en 1972.

## Filmographie partielle
- 1937 : Heidi la sauvageonne (Heidi) d'Allan Dwan : Elsa
- 1937 : La Petite Roublarde (Wild and Woolly) d'Alfred L. Werker : Ruth Morris
- 1937 : Charlie Chan aux Jeux olympiques (Charlie Chan at the Olympics) de H. Bruce Humberstone : Betty Adams
- 1937 : L'Amour en première page (Love Is News) de Tay Garnett : Lois Westcott
- 1938 : Trois Souris aveugles (Three Blind Mice) de William A. Seiter
- 1938 : Passport Husband de James Tinling
- 1939 : Vers sa destinée (Young Mr. Lincoln) de John Ford : Ann Rutledge
- 1940 : The Carson City Kid de Joseph Kane : Joby Madison
- 1940 : À la rescousse (The Trail Blazers) de George Sherman